# Liste der Baudenkmäler in Aying
Auf dieser Seite sind die Baudenkmäler in der oberbayerischen Gemeinde Aying zusammengestellt. Diese Tabelle ist eine Teilliste der Liste der Baudenkmäler in Bayern. Grundlage ist die Bayerische Denkmalliste, die auf Basis des Bayerischen Denkmalschutzgesetzes vom 1. Oktober 1973 erstmals erstellt wurde und seither durch das Bayerische Landesamt für Denkmalpflege geführt wird. Die folgenden Angaben ersetzen nicht die rechtsverbindliche Auskunft der Denkmalschutzbehörde.
 Die Liste gibt den Fortschreibungsstand vom 3. Oktober 2019 und umfasst 55 Baudenkmäler.

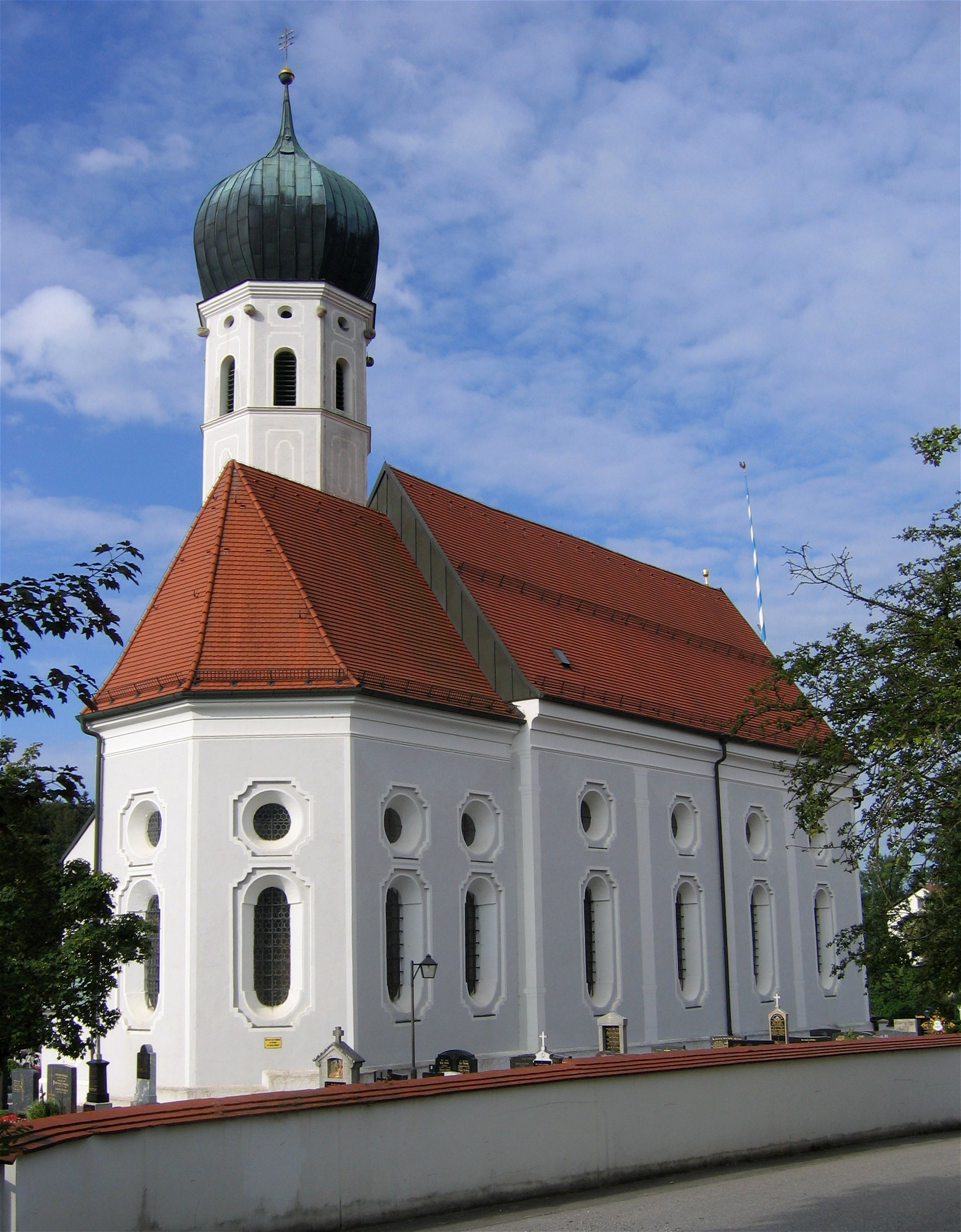
St. Emmeram in Kleinhelfendorf

## Ensembles

### Ensemble Weiler Kleinhelfendorf

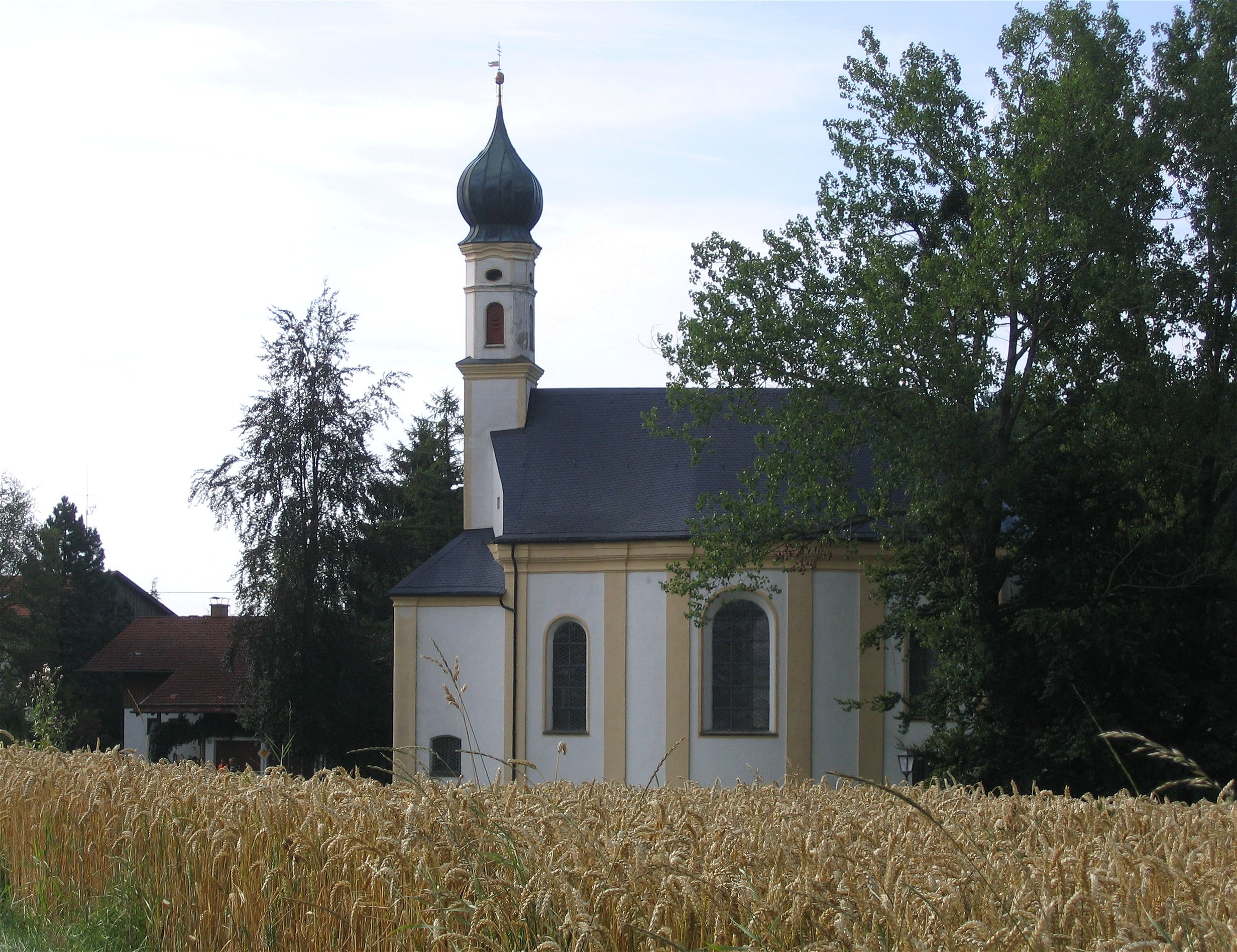
Marterkapelle in Kleinhelfendorf

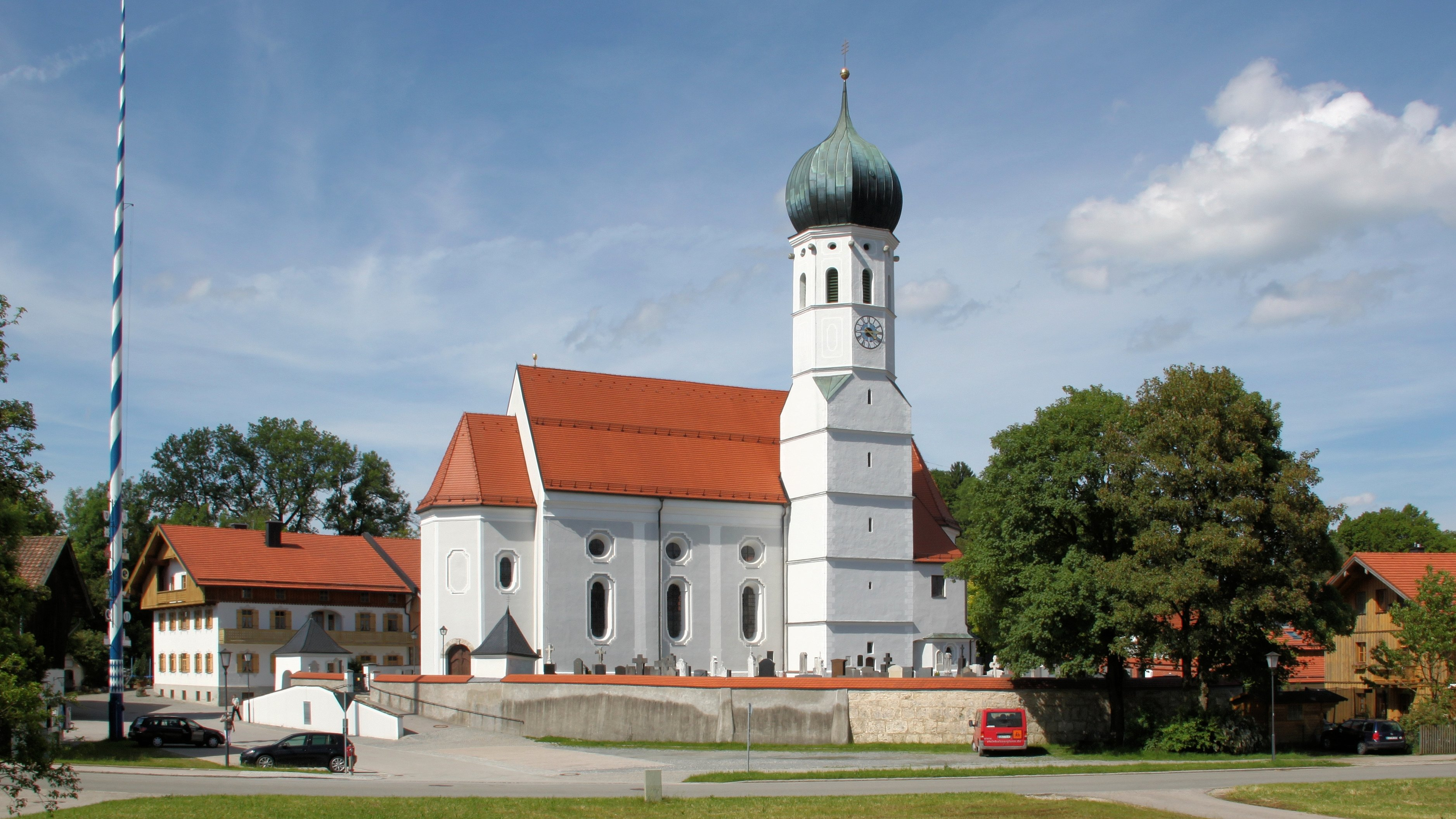
Kleinhelfendorf, Pfarrkirche St. Emmeram

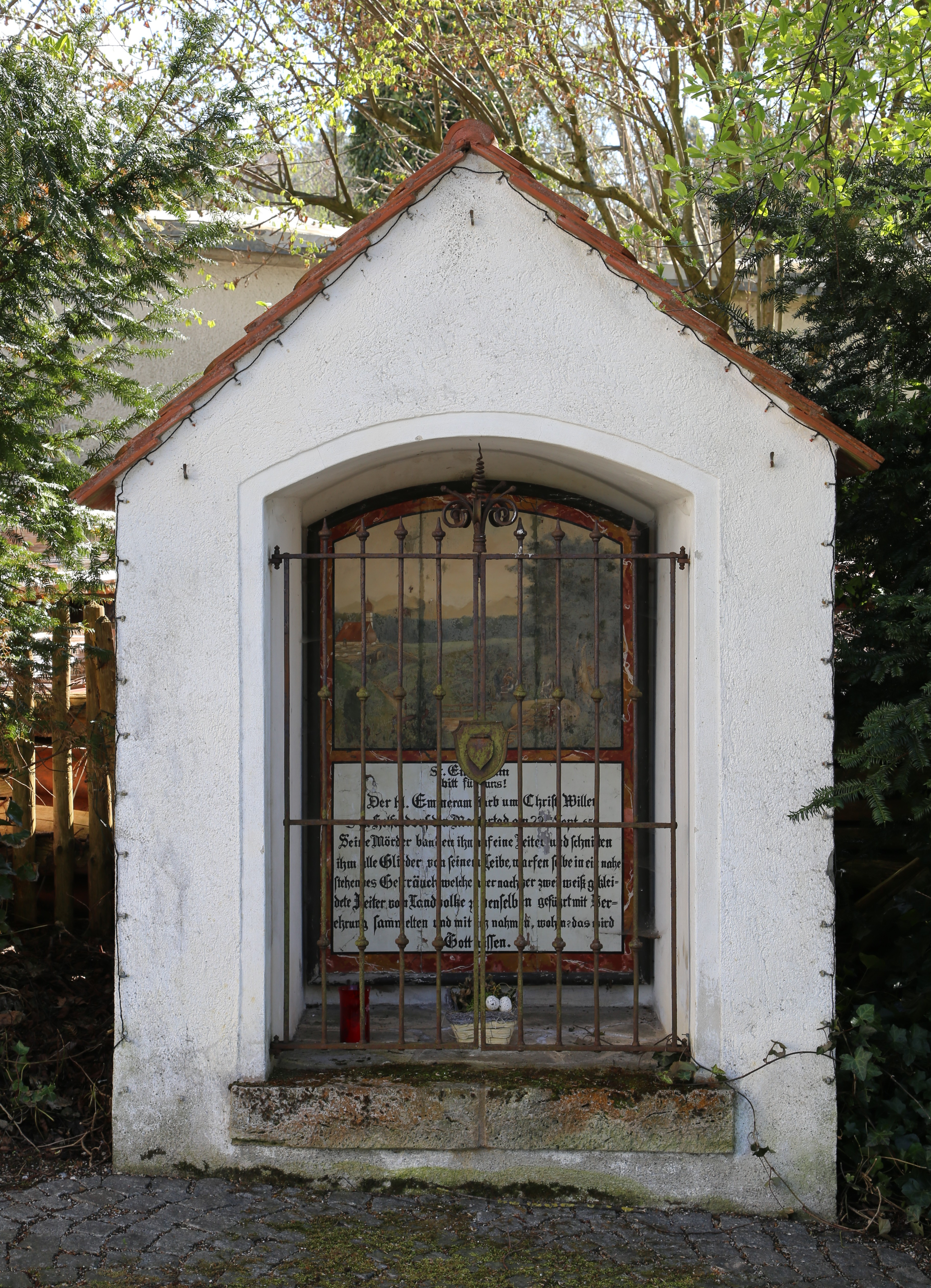
Lindenkapelle in Kleinhelfendorf

Kleinhelfendorf, ein charakteristisches und ungestörtes Beispiel eines Kirchweilers in der leicht hügeligen Altmoränenlandschaft zwischen Inn, Mangfall und Alpen, entspricht in seiner Substanz noch ganz der Siedlungsweise eines oberbayerischen Wallfahrtsdorfes des 18. Jahrhunderts.
Der Beginn der Besiedlung ist bereits für prähistorische Zeiten (Urnenfelder-, Bronzezeit) anzunehmen; Reste davon werden im Hügel nördlich des „Hagerhofes“ und oberhalb des Emmeramsbrunnens vermutet (Heiliger Bezirk mit Quellheiligtum). Während der Römerzeit gewann der Platz als Straßenstation an der kaiserzeitlichen Reichsstraße von Augsburg nach Salzburg gelegen, deren Verlauf südöstlich von Kleinhelfendorf unsicher und erst östlich des Innüberganges bei Pfaffenhofen wieder greifbar wird, größere Bedeutung. Zeugen dieser Epoche stecken in den Erhebungen nördlich von Haus Nr. 4 und südlich des Bauernhofes „Griesstätt“.
In spätmerowingischer Zeit (739 oder 748) weihte Bischof Eremberg von Freising die erste Kirche zu Ehren des französischen Wanderbischofs Emmeram, der auf seiner Wallfahrt von Regensburg nach Rom 652 bei der Straßenstation Kleinhelfendorf das Martyrium erlitten haben soll. Die Taufkirche des Tegernseer Mönches Ortlaip, die er 772 dem Freisinger Bischof unterstellte, war der unmittelbare Vorgängerbau der im Kern noch romanischen Emmeramskirche. Sie war seit dem frühen 14. Jahrhundert mit dem Sepulturrecht (Begräbnisrecht) ausgestattet.
In karolingischer Zeit ist ein Königshof (curtile regium) in Kleinhelfendorf bezeugt, zu dem eine Herberge gehörte. 940 kam dieser Königshof als Schenkung Kaiser Ottos I. an das Regensburger Emmeramskloster. Während der Emmeramsbrunnen nördlich der Kirche, der wohl 1631 seine heutige Fassung erhielt, bereits in der Heiligenvita Emmerams, die Bischof Arbeo von Freising um 765 verfasste, erwähnt wird, bleiben die Ursprünge der Marterkapelle St. Emmeram westlich, die noch im 19. Jahrhundert außerhalb des Dorfes gelegen war, im Dunkeln. Jedoch darf davon ausgegangen werden, dass auch diese Kultstätte schon sehr früh, möglicherweise unmittelbar nach der Gründung der ersten Steinkirche durch Ortlaip, angelegt wurde. Diese Eigenkirchengründungen könnten einen Hinweis auf das Vorhandensein mindestens zwei verschiedener Grundherren im Bereich der Straßenstation Kleinhelfendorf liefern.
Als eine Kulterweiterung des 18./19. Jahrhunderts ist die Feldkapelle (Lindenkapelle) nur wenige Meter südöstlich zu sehen. Die urkundliche Bestätigung einer bestehenden Taverne 1377 durch die Herzöge kann auf eine bereits praktizierte Wallfahrt schließen lassen, die sich vor allem im 18. Jahrhundert größter Beliebtheit erfreute. Bezeichnend für den Charakter des Kirchweilers und Wallfahrtsortes ist die Situation der beiden Kirchen: in der Ortsmitte die im 17. Jahrhundert weitgehend neu erbaute Pfarrkirche, nach Westen dem Ort vorgelagert der 1752 fertiggestellte Neubau der Wallfahrtskapelle (Marterkapelle). Beide sind, vor allem auch in der Fernansicht, bis heute die Dominanten des Ortsbildes geblieben. In der lockeren Anordnung der stattlichen Einfirsthöfe nördlich, südlich und westlich der Pfarrkirche ist die im Urkataster von 1810 festgehaltene Situation tradiert. Die Fortschreibung des 19. Jahrhunderts (vgl. Urkataster und revidierte Aufmessung von 1856) vollzog sich noch im eng begrenzten Rahmen der Hausgrundstücke und vermied somit jegliche Zersiedelung.
Eine gravierende Störung stellt die neu angelegte Dorfstraße dar. Diese durchschneidet die geschwungene alte Dorfstraße, welche von St. Emmeram nach Nordosten führt, zwischen Gasthof und dem Bauernhaus nach Süden auf den Kirchplatz geleitet wird und dort bogenförmig an der Friedhofsmauer vorbei nach Osten geleitet wird. Der östliche Dorfrand ist durch zahlreiche Neubauten gestört, welche teilweise historische Gebäude ersetzten. Auch im Ensemble wurden vereinzelt Grünflächen mit Neubauten versehen. Die historischen Grün- und Freiflächen sind aber innerorts noch schlüssig ablesbar erhalten. Die Abgrenzungen durch alte Baumreihen zu den nachbardörflichen Gemarkungen Hochfeld im Norden (unter Einbeziehung des prähistorisch besiedelten Geländes) und Rauher Berg im Süden, wobei sich hier die Baumreihe auf das begrenzende Seeufer hin ausrichtet, werden auch als straffe Umgrenzungen des Ensembles optisch erlebbar.
Aktenzeichen: E-1-84-137-1

### Ensemble Siedlung Kleinkarolinenfeld
Die Siedlung Kleinkarolinenfeld entstand als planmäßige Neugründung in der Zeit weitreichender innerer und äußerer Reformen um 1800; seiner besonderen Anlagenform nach dokumentiert das ehemalige Kolonistendorf noch heute die Entstehung aus dem Geist der Aufklärung.
In diesem Sinn bereits unter Kurfürst Karl Theodor eingeleitete Reformen wurden nach dem Regierungsantritt Max IV. Josephs 1799 und durch dessen Minister Montgelas zu einem umfassenden Reformprogramm erhoben. Dazu gehörte neben der Organisation der Staatsverwaltung, Modernisierung des Schulwesens, Humanisierung des Strafrechts, Toleranz gegenüber allen religiösen Bekenntnissen auch die Entwicklung und Förderung von Kolonisation
und Landespflege.

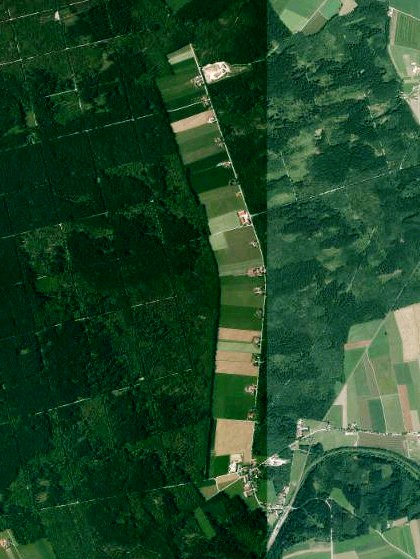
Kleinkarolinenfeld von oben

In diesem Zusammenhang steht Kleinkarolinenfeld in der Tradition der Theresianischen und Friderizianischen Ödlandkolonisation, die noch in den letzten Regierungsjahren Kurfürst Karl Theodors auf Teile Oberbayerns angewandt und nun von Max IV. Joseph fortgeführt wurde. Ein kurfürstlicher Erlass von 1801 ermöglichte die Vergabe liegender Gründe zu günstigen Konditionen an Exulanten und Besitzlose benachbarter Territorien, denen unter besonderen Konzessionen die Ansiedlung ermöglicht wurde, entweder durch Erweiterung bestehender Ortschaften oder durch planmäßige Anlage neuer Dorfkolonien. Noch unter Karl Theodor waren gegen Ende des 18. Jahrhunderts erste Kolonien zur Kultivierung des Donaumooses entstanden. Durch die Ansiedlung protestantischer Siedler aus der Pfalz und aus Baden entstanden ab 1802 die beiden Kolonistendörfer Groß-Karolinenfeld und Klein-Karolinenfeld – so genannt nach der zweiten Gemahlin Max IV. Josephs, der Prinzessin Karoline Wilhelmine von Baden, mit der auch die evangelische Konfession am Hof Einzug gehalten hatte.
Während Großkarolinenfeld zur Kultivierung der Moorgebiete westlich von Rosenheim angelegt wurde, führte die Ansiedlung von Waldarbeiterfamilien inmitten des ausgedehnten Waldgebietes südwestlich von München zur Neubegründung Kleinkarolinenfeld. Auf einem von Kreuzstraße streifenartig nach Norden in den Hofoldinger Forst hineingeführten Kahlschlag von etwa drei Kilometern Länge und 350 Metern Breite sind siebzehn Siedlerstellen zu einem geradlinigen, einzeiligen Straßendorf vereint. Das ältere Anwesen Kreuzstraße wurde in den Ortsverband integriert. Die mit Ausnahme des auf die Helfendorfer Straße hin orientierten Traufseitbaues Kleinkarolinenfeld Nr. 15 (alt: 23/8) giebelständigen Gehöfte reihen sich ausschließlich auf der Westseite der von Faistenhaar nach Kreuzstraße (Nord-Süd) verlaufenden Straße. Ost-West gerichtete, den Hofstellen anliegende Plangewanne waren derart parzelliert, dass sie den landwirtschaftlichen Eigenbedarf der Siedler decken konnten. In einem Streifen ist die Flur hart aus dem Wald geschnitten und somit eindeutig umgrenzt.
Mit der bereits im zweiten Drittel des 19. Jahrhunderts erfolgten teilweisen Verschmälerung der Grundstücke (vgl. die 1856 revidierte Aufmessung des Urkatasters) war die heutige Form der Fluraufteilung mit neunzehn Siedlerstellen schon erreicht. Erneuerungen und Zusatzbauten sind innerhalb der einzelnen Hofstellen allerdings seit dem späten 19. Jahrhundert zu konstatieren. Während die bauliche Entwicklung sich noch bis um die Jahrhundertwende und hinein in das erste Drittel des 20. Jahrhunderts der örtlichen Bauweise anzupassen und die ursprüngliche Gleichartigkeit der Gehöfte zu tradieren suchte, so sind in jüngster Zeit durch Vereinfachung bestehender Bauten und durch vermehrte Neubauten empfindliche Störungen und Substanzverluste eingetreten, vor allem im südlichen Abschnitt der Häuserreihe. Die Einheitlichkeit der Hofstellen selbst mit ihren regelmäßig parzellierten und geradlinig umgrenzten Hausgrundstücken ist jedoch noch immer klar ablesbar.
Aktenzeichen: E-1-84-137-2

## Baudenkmäler nach Ortsteilen

### Aying
| Lage                            | Objekt | Beschreibung | Akten-Nr.     | Bild                                             |
| ------------------------------- | --- | --- | ------------- | ------------------------------------------------ |
| Bahnhofstraße 2 (Standort)      | Ehemalige Villa Liebhard, heute Kinderheim                                                                                | Zweigeschossiger Satteldachbau mit polygonalem Eckerker, Zwerchhausrisalit, Balkon- und Giebellauben, in den Formen des Heimatstils, von Joseph Leserer, 1908/09; mit Ausstattung. | D-1-84-137-64 | weitere Bilder                                   |
| Bräugasse 4 (Standort)          | Einfirsthof Keil | Zweigeschossiger Mitterstallbau mit verputztem Wohnteil, Hochlaube und flachem Satteldach, Anfang 19. Jahrhundert, Ökonomie um 1900. | D-1-84-137-1  | weitere Bilder                                   |
| Bräugasse 6 (Standort)          | Wohnteil des Einfirsthofes Beim Stürzer                                                                                   | Zweigeschossiger Putzbau mit traufseitigem Balustersöller und flachem Satteldach, erstes Drittel 19. Jahrhundert. | D-1-84-137-2  | weitere Bilder                                   |
| Kirchgasse 3 (Standort)         | Katholische Pfarrkirche St. Andreas                                                                                       | Spätgotische Chorturmkirche mit eingezogenem Polygonalchor, 15. Jahrhundert, erneuertes barockes Langhaus um 1655, Turmobergeschoss mit Zwiebelhaube und Pilastergliederung um 1700, nördlich angebaute Antoniuskapelle 1735; mit Ausstattung; Lambertuskapelle, jetzt Kriegergedächtnisstätte, kleiner Putzbau mit Dreiseitschluss, um 1500; mit Ausstattung; Friedhof mit Grabdenkmälern des späten 19. bis frühen 20. Jahrhunderts. | D-1-84-137-3  | weitere Bilder                                   |
| Mühlenweg (Standort)            | Bildstock aus Tuffstein                                                                                                   | Am Schaft bezeichnet mit 1824, Marterbild um 1974 restauriert. | D-1-84-137-12 | weitere Bilder                                   |
| Münchener Straße (Standort)     | Kriegerdenkmal | Stele auf hohem Postament mit breitem Sockel, 1899. | D-1-84-137-4  | weitere Bilder                                   |
| Münchener Straße 1 (Standort)   | Pfarrhaus | Zweigeschossiger breitgelagerter Putzbau mit Mezzanin und flachem Walmdach, 1655, im dritten Viertel 19. Jahrhundert wesentlich verändert. | D-1-84-137-5  | weitere Bilder                                   |
| Münchener Straße 4 (Standort)   | Ehemaliger Einfirsthof, sogenannter Sixthof, jetzt Heimathaus                                                             | Zweigeschossiger verputzter Blockbau mit Hochlaube, flachem Satteldach und Wirtschaftsteil mit Bundwerk, zweite Hälfte 18. Jahrhundert, Bundwerk bezeichnet mit „1826“. | D-1-84-137-6  | weitere Bilder                                   |
| Münchener Straße 15 (Standort)  | Bauernhaus, genannt Beim Biechl                                                                                           | Zweigeschossiger Flachsatteldachbau mit Balusterlauben und ehemals firstgeteilt in Wohn- und Wirtschaftsteil, zweigeschossiger Blockbau, zweite Hälfte 18. Jahrhundert, Erdgeschoss in Massivbauweise erneuert. | D-1-84-137-7  | weitere Bilder                                   |
| Münchener Straße 17 (Standort)  | Wohnteil der ehemaligen Schäfflerei und des Einfirsthofes Schäffler                                                       | Zweigeschossiger überwiegend verputzter Blockbau mit Hochlaube und flachem Satteldach, im Kern 17. Jahrhundert. | D-1-84-137-8  | weitere Bilder                                   |
| Münchener Straße 19 (Standort)  | Wohnteil des ehemaligen Einfirsthofes Tagwerker                                                                           | Zweigeschossiger Flachsatteldachbau mit verschaltem Blockbau-Obergeschoss, Hochlaube und zweiseitig umlaufender Laube, zweite Hälfte 18. Jahrhundert. | D-1-84-137-9  | weitere Bilder                                   |
| Obere Dorfstraße 8 (Standort)   | Wohnteil des Einfirsthofes Demelwirt                                                                                      | Zweigeschossiger Putzbau mit flachem Satteldach, traufseitiger Laube und profilierten Balkenköpfen, erstes Drittel 19. Jahrhundert. | D-1-84-137-10 | Wohnteil des Einfirsthofes Demelwirt             |
| Peißer Straße 13 (Standort)     | Ehemaliges Ayinger Schulhaus, genannt Ramsauer                                                                            | Zweigeschossiger kubischer Walmdachbau mit Segmentbogenfenstern, 1767. | D-1-84-137-11 | weitere Bilder                                   |
| Schäfflerstraße 12 (Standort)   | Wohnteil des ehemaligen Einfirsthofes Beim Beham                                                                          | Zweigeschossiger Flachsatteldachbau mit Blockbau-Obergeschoss, umlaufender Laube und Hochlaube, Ende 18. Jahrhundert. | D-1-84-137-14 | Wohnteil des ehemaligen Einfirsthofes Beim Beham |
| Untere Dorfstraße 4 (Standort)  | Ehemaliger Einfirsthof, genannt Schusterkaspar                                                                            | Zweigeschossiger Flachsatteldachbau mit verputztem Wohnteil, Balusterlauben und am Wirtschaftsteil Bundwerk, Ende 18. Jahrhundert. | D-1-84-137-16 | Ehemaliger Einfirsthof, genannt Schusterkaspar   |
| Zornedinger Straße 1 (Standort) | Ehemaliges land- und forstwirtschaftliches Anwesen Zum Pfleger mit Tafernwirtschaft und Metzgerei, sogenanntes Herrenhaus | Vierzehn Achsen langer, zweigeschossiger Traufseitbau mit Satteldach, bezeichnet mit „1847“. | D-1-84-137-18 | weitere Bilder                                   |
| Zornedinger Straße 2 (Standort) | Ehemaliger Getreidekasten                                                                                                 | Flachsatteldachbau mit Blockbau-Obergeschoss, zweite Hälfte 18. Jahrhundert, 1977 aus Peiß transloziert. | D-1-84-137-19 | Ehemaliger Getreidekasten                        |

### Blindham
| Lage                  | Objekt      | Beschreibung                                                              | Akten-Nr.     | Bild           |
| --------------------- | ----------- | ------------------------------------------------------------------------- | ------------- | -------------- |
| Blindham 1 (Standort) | Feldkapelle | Kleiner Putzbau mit dreiseitigem Schluss, im Inneren Lourdesgrotte, 1890. | D-1-84-137-20 | weitere Bilder |

### Dürrnhaar
| Lage                               | Objekt                                               | Beschreibung | Akten-Nr.     | Bild           |
| ---------------------------------- | ---------------------------------------------------- | --- | ------------- | -------------- |
| Egmatinger Straße 4 (Standort)     | Ehemaliger Bauernhof, genannt Beim Wolfi             | Zweigeschossiger Wohnteil mit Flachsatteldach, seitlicher Laube, Giebellaube und profilierten Balkenköpfen, zweigeschossiger verputzter Blockbau, um 1730/40. | D-1-84-137-21 | weitere Bilder |
| Höhenkirchener Straße 3 (Standort) | Kapelle zum Gegeißelten Heiland                      | Kleiner Putzbau mit polygonalem Chorschluss und Dachreiter mit Zwiebelhaube, 1746; mit Ausstattung.                                                           | D-1-84-137-22 | weitere Bilder |
| Höhenkirchener Straße 7 (Standort) | Ehemaliges Wasserwerk Dürrnhaar und Milch-Kühlanlage | Erdgeschossiger verputzter Walmdachbau mit pavillonartigem Dachaufbau, Anfang 20. Jahrhundert.                                                                | D-1-84-137-23 | weitere Bilder |

### Göggenhofen
| Lage                       | Objekt                                         | Beschreibung | Akten-Nr.              | Bild                                           |
| -------------------------- | ---------------------------------------------- | --- | ---------------------- | ---------------------------------------------- |
| Hauptstraße 26 (Standort)  | Steinkreuz aus Tuffstein                       | Bezeichnet mit „1780“. | D-1-84-137-27 Wikidata | Steinkreuz aus Tuffstein                       |
| Schwaigerweg 6 (Standort)  | Ehemaliger Einfirsthof, genannt Beim Oberlindl | Zweigeschossiger Flachsatteldachbau mit Blockbau-Obergeschoss, Hochlaube und umlaufender Laube, 17./18. Jahrhundert, Bundwerk am Wirtschaftsteil Anfang 19. Jahrhundert (das Haus wurde 1979 abgebaut und in geringer Entfernung des ursprünglichen Standortes wieder errichtet). | D-1-84-137-24          | Ehemaliger Einfirsthof, genannt Beim Oberlindl |
| Sixenbogen 2, 4 (Standort) | Hakenhof, genannt Beim Sixt                    | Zweigeschossiger Flachsatteldachbau, Wohnteil mit Kniestock, Putzgliederungen, Lauben und Wandmalereien, 1922. | D-1-84-137-25 Wikidata | weitere Bilder                                 |

### Graß
| Lage               | Objekt                                   | Beschreibung | Akten-Nr.              | Bild           |
| ------------------ | ---------------------------------------- | --- | ---------------------- | -------------- |
| Graß 7 (Standort)  | Kapelle                                  | Kleiner einschiffiger Bau mit dreiseitigem Chorschluss, Putzgliederung und Dachreiter, 1830; mit Ausstattung.                                                  | D-1-84-137-28 Wikidata | weitere Bilder |
| Graß 9 (Standort)  | Wohnteil des Hakenhofes Beim Gretzl      | Zweigeschossiger Flachdachbau mit Blockbau-Obergeschoss und traufseitiger Laube, 1781.                                                                         | D-1-84-137-29 Wikidata | weitere Bilder |
| Graß 12 (Standort) | Ehemaliger Bauernhof, genannt Beim Jackl | Zweigeschossiger Einfirsthof mit Flachsatteldach, unverputztem Blockbau-Obergeschoss und Lauben, am Wirtschaftsteil Bundwerk, 1798.                            | D-1-84-137-30 Wikidata | weitere Bilder |
| Graß 15 (Standort) | Einfirsthof, genannt Beim Buschin        | Zweigeschossiges Bauernhaus mit Blockbau-Obergeschoss, flachem Satteldach und traufseitiger Laube, Bundwerk am Wirtschaftsteil, zweite Hälfte 18. Jahrhundert. | D-1-84-137-31 Wikidata | weitere Bilder |

### Großhelfendorf
| Lage                              | Objekt                                                | Beschreibung | Akten-Nr.              | Bild                                          |
| --------------------------------- | ----------------------------------------------------- | --- | ---------------------- | --------------------------------------------- |
| Gruber Straße 3 (Standort)        | Wohnteil des Wohnstallhauses, genannt Beim Jagerbauer | Zweigeschossiger Massivbau mit steilem Krüppelwalmdach, wohl 18. Jahrhundert.                                                             | D-1-84-137-35 Wikidata | weitere Bilder                                |
| Obere Bahnhofstraße 3 (Standort)  | Ehemaliger Einfirsthof, genannt Beim Sixweber         | Zweigeschossiger Mitterstallbau mit flachem Satteldach, Wohnteil unverputzter Blockbau, wohl 18. Jahrhundert.                             | D-1-84-137-32          | Ehemaliger Einfirsthof, genannt Beim Sixweber |
| Obere Bahnhofstraße 14 (Standort) | Hakenhof, genannt Beim Gödl                           | Zweigeschossiger Wohnteil mit Blockbau-Obergeschoss, flachem Satteldach und Balusterlauben, erste Hälfte 19. Jahrhundert (erneuert 1952). | D-1-84-137-33          | Hakenhof, genannt Beim Gödl                   |

### Heimatshofen
| Lage                                                 | Objekt                                    | Beschreibung | Akten-Nr.     | Bild                                      |
| ---------------------------------------------------- | ----------------------------------------- | --- | ------------- | ----------------------------------------- |
| Heimatshofen 8 (Standort)                            | Einfirsthof, genannt Beim Windbaur        | Zweigeschossiger Flachsatteldachbau mit verputztem Wohnteil, traufseitiger Laube und profilierten Balkenköpfen, Ende 18. Jahrhundert. | D-1-84-137-39 | weitere Bilder                            |
| Heimatshofen 10 (Standort)                           | Hofkapelle zur Schmerzhaften Muttergottes | Putzbau mit ungewöhnlichem Traufband, dreiseitigem Chorschluss und Dachreiter mit Spitzhelm, 1864; mit Ausstattung.                   | D-1-84-137-37 | Hofkapelle zur Schmerzhaften Muttergottes |
| Heimatshofen 10 und 11, neben der Kapelle (Standort) | Steinkreuz aus Tuffstein                  | Bezeichnet mit „1749“. | D-1-84-137-38 | Steinkreuz aus Tuffstein                  |

### Kaltenbrunn
| Lage                     | Objekt                 | Beschreibung | Akten-Nr.              | Bild           |
| ------------------------ | ---------------------- | --- | ---------------------- | -------------- |
| Kaltenbrunn 7 (Standort) | Ehemaliger Einfirsthof | Zweigeschossiger Flachsatteldachbau mit massivem verputztem Wohnteil und profilierten Balkenköpfen, Mitte 19. Jahrhundert, Wirtschaftsteil mit Bundwerk, Ende 18. Jahrhundert. | D-1-84-137-40 Wikidata | weitere Bilder |

### Kleinhelfendorf
| Lage                            | Objekt                                      | Beschreibung | Akten-Nr.     | Bild           |
| ------------------------------- | ------------------------------------------- | --- | ------------- | -------------- |
| Kleinhelfendorf 7 (Standort)    | Brunnenkapelle                              | Kleiner Putzbau mit steilem Satteldach, angeblich 1631 | D-1-84-137-43 | weitere Bilder |
| Kleinhelfendorf 9 (Standort)    | Katholische Pfarrkirche St. Emmeram         | Barocke Saalkirche auf romanischer Grundlage mit wenig eingezogenem Polygonalchor, fünfseitigem Vorzeichen, angefügter Sakristei und romanischem Turm mit barocker Zwiebelhaube, Chor von Alex Gugler, 1466, Langhaus von Constantin Pader, 1668/69; mit Ausstattung; Gemeindefriedhof mit Grabmälern; Friedhofsmauer; Kriegergedächtniskapelle, um 1925. | D-1-84-137-42 | weitere Bilder |
| Kleinhelfendorf 27 a (Standort) | Kapellenbildstock, sogenannte Lindenkapelle | Verputzte Nischenkapelle, zweite Hälfte 19. Jahrhundert. | D-1-84-137-45 | weitere Bilder |
| Kleinhelfendorf 28 (Standort)   | Marterkapelle St. Emmeram                   | Spätbarocker Zentralbau mit schlankem Chorturm mit Zwiebelhaube und östlich angefügter zweigeschossiger Sakristei, Putz- und Pilastergliederung, nach Plänen von Michael Pröbstl, 1740–52; mit Ausstattung. | D-1-84-137-44 | weitere Bilder |

### Kleinkarolinenfeld
| Lage                             | Objekt                                                | Beschreibung | Akten-Nr.              | Bild           |
| -------------------------------- | ----------------------------------------------------- | --- | ---------------------- | -------------- |
| Kleinkarolinenfeld 29 (Standort) | Wohnteil des ehemaligen Einfirsthofes Beim Neuhäusler | Zweigeschossiger Flachsatteldachbau mit Kniestock und unverputztem Blockbau-Obergeschoss, erstes Drittel 19. Jahrhundert. | D-1-84-137-48 Wikidata | weitere Bilder |

### Loibersdorf
| Lage                     | Objekt                                             | Beschreibung | Akten-Nr.     | Bild                                               |
| ------------------------ | -------------------------------------------------- | --- | ------------- | -------------------------------------------------- |
| Loibersdorf 1 (Standort) | Wohnteil des Hakenhofes Beim Wagner                | Zweigeschossiger Flachsatteldachbau mit Blockbau-Obergeschoss, Hochlaube und Traufsöller, bezeichnet mit „1768“.        | D-1-84-137-49 | Wohnteil des Hakenhofes Beim Wagner                |
| Loibersdorf 7 (Standort) | Wohnteil des ehemaligen Einfirsthofes Beim Gröbner | Zweigeschossiger Flachsatteldachbau mit Blockbau-Obergeschoss und traufseitiger Laube, drittes Viertel 18. Jahrhundert. | D-1-84-137-50 | Wohnteil des ehemaligen Einfirsthofes Beim Gröbner |
| Mairfeld (Standort)      | Bildstock aus Tuffstein                            | 17. Jahrhundert. | D-1-84-137-51 | Bildstock aus Tuffstein                            |

### Peiß
| Lage                                 | Objekt                                            | Beschreibung | Akten-Nr.     | Bild                               |
| ------------------------------------ | ------------------------------------------------- | --- | ------------- | ---------------------------------- |
| Holzkirchener Straße 2 (Standort)    | Einfirsthof Beim Gaßner                           | Zweigeschossiger Satteldachbau mit Kniestock, reicher Neurenaissance-Putzgliederung, schmiedeeisernen Balkonen, Giebelluke und Drachenkopfbalken, 1883.                                                     | D-1-84-137-52 | weitere Bilder                     |
| Kronest (Standort)                   | Wegsäule aus Tuffstein                            | Gedenksäule aus Tuffstein, ehemals mit Inschrift, vierkant, im Säulenkopf vier Bildnischen (Bilder fehlen), 19. Jh.                                                                                         | D-1-84-137-60 | weitere Bilder                     |
| Römersiedlung 1 (Standort)           | Wegsäule aus Tuffstein, ehemals mit Inschrift     | Gedenkstein für die Römerstraße Augsburg-Salzburg, um 1930 aus einer ehem. Kaminstütze herausgearbeitet und am jetzigen Standort aufgestellt.                                                               | D-1-84-137-61 | weitere Bilder                     |
| Rosenheimer Landstraße 1 (Standort)  | Ehemalige Reichsposthalterei, Gasthaus zur Post   | Sieben Achsen breiter Steilgiebelbau mit Putzbandgliederungen, 17./18. Jahrhundert. | D-1-84-137-54 | weitere Bilder                     |
| Rosenheimer Landstraße 2 (Standort)  | Katholische Filialkirche St. Nikolaus             | Barocker Saalbau mit Pilastergliederung, eingezogenem Polygonalchor, Westturm mit Zwiebelhaube und seitlich angefügter Sakristei, von Mayr von Hausstatt, 1696–99; mit Ausstattung; Friedhofsmauer, massiv. | D-1-84-137-53 | weitere Bilder                     |
| Rosenheimer Landstraße 5 (Standort)  | Wohnteil des ehemaligen Einfirsthofes Beim Limmer | Zweigeschossiger Flachsatteldachbau mit verputztem Blockbau-Obergeschoss und Hochlaube, 18. Jahrhundert, Putzdekor und Balkons Mitte 19. Jahrhundert.                                                       | D-1-84-137-55 | weitere Bilder                     |
| Rosenheimer Landstraße 20 (Standort) | Wohnteil des Einfirsthofes Kistler                | Zweigeschossiger Putzbau mit flachem Satteldach, 18. Jahrhundert, Umbau bezeichnet mit „1856“. | D-1-84-137-56 | Wohnteil des Einfirsthofes Kistler |
| Rosenheimer Landstraße 24 (Standort) | Ehemaliges Bauernhaus Bergsattler-Sentwein        | Zweigeschossiger Flachsatteldachbau mit zum Teil verputztem Blockbau im Wohnteil, Wirtschaftsteil in Holzständerbauweise, 16./17. Jahrhundert.                                                              | D-1-84-137-57 | weitere Bilder                     |
| Rosenheimer Landstraße 25 (Standort) | Wohnteil des ehemaligen Einfirsthofes Häuslmann   | Zweigeschossiger Satteldachbau mit traufseitiger Laube, erste Hälfte 19. Jahrhundert. | D-1-84-137-58 | weitere Bilder                     |
| Rosenheimer Landstraße 28 (Standort) | Einfirsthof Schneider-Gschwendtner                | Zweigeschossiger Flachsatteldachbau mit verputztem Wohnteil und Bundwerk am Wirtschaftsteil, Ende 18. Jahrhundert, Lauben Ende 19. Jahrhundert.                                                             | D-1-84-137-59 | weitere Bilder                     |

## Ehemalige Baudenkmäler
In diesem Abschnitt sind Objekte aufgeführt, die früher einmal in der Denkmalliste eingetragen waren, jetzt aber nicht mehr. Objekte, die in anderem Zusammenhang also z. B. als Teil eines Baudenkmals weiter eingetragen sind, sollen hier nicht aufgeführt werden. Aktennummern in diesem Abschnitt sind ehemalige, jetzt nicht mehr gültige Aktennummern.

| Lage                                         | Objekt                     | Beschreibung | Akten-Nr.              | Bild                       |
| -------------------------------------------- | -------------------------- | --- | ---------------------- | -------------------------- |
| Kaltenbrunn Kaltenbrunn 8 (Standort)         | Flachbalusterlaube         | Erste Hälfte 18. Jahrhundert; Flachbaluster wegen Holzschäden durch neues Bauelement ersetzt                                           | D-1-84-137-41 Wikidata | BW                         |
| Kleinhelfendorf Kleinhelfendorf 7 (Standort) | Wohnteil des Einfirsthofes | Zweigeschossiger Satteldachbau auf Hochkeller mit verbrettertem Halbgeschoss, Giebellaube und Altane, in Formen des Heimatstils, 1923. | D-1-84-137-47          | Wohnteil des Einfirsthofes |

## Abgegangene Baudenkmäler
In diesem Abschnitt sind Objekte aufgeführt, die früher einmal in der Denkmalliste eingetragen waren, jetzt aber nicht mehr existieren, z. B. weil sie abgebrochen wurden. Aktennummern in diesem Abschnitt sind ehemalige, jetzt nicht mehr gültige Aktennummern.

| Lage                                 | Objekt                   | Beschreibung | Akten-Nr.              | Bild |
| ------------------------------------ | ------------------------ | --- | ---------------------- | ---- |
| Aying Schäfflerstraße 6 (Standort)   | Sogenanntes Bauernhaus   | Kleiner Einfirsthof, Wohnteil mit Blockbau-Obergeschoss. Mitte 18. Jahrhundert abgebrochen und durch Neubau ersetzt   | D-1-84-137-13 Wikidata | BW   |
| Aying Untere Dorfstraße 6 (Standort) | Bauernhaus, genannt Baur | Wohnteil, Obergeschoss verputzter Blockbau, mit Hochlaube. Ende 18. Jahrhundert; abgebrochen und durch Neubau ersetzt | D-1-84-137-17 Wikidata | BW   |